# Culto dei santi medici a Bitonto
Il culto dei Santi Medici Cosma e Damiano, secondo quanto risulta da alcune testimonianze iconografiche, è introdotto a Bitonto fin dal XIV secolo.
Il primo documento che attesta la presenza della reliquia a Bitonto risale però al 1572, data di svolgimento della visita pastorale di monsignor Musso.
Il culto dei Santi Cosma e Damiano è stato anche segnalato da Giovanni Paolo II nel discorso ai Vescovi pugliesi del 20 dicembre 1986, come potente fattore di promozione di unità della Chiesa fra Oriente e Occidente.

## Storia
Le due statue dei Santi Cosma e Damiano che oggi troneggiano al centro dell'abside della recente basilica pontificia dei Santi Medici a Bitonto hanno un ruolo di fondamentale importanza per l'affermazione e la diffusione del culto dei santi anargiri a Bitonto.
L'origine delle due statue oscilla tra storia e leggenda.
Le due statue sarebbero state commissionate nel 1733 dal parroco della chiesa di San Giorgio Martire, don Mennuto, ad uno dei migliori intagliatori napoletani.
Dopo circa tre secoli i manichini, interamente in legno e deteriorati dal tarlo furono fatti restaurare: le mani e la testa furono preservate con un meticoloso restauro mentre tutte le altre parti del corpo furono rifatte in bronzo. Particolarità che ha contribuito alla diffusione del culto a Bitonto è anche il fatto che molti di coloro che si ritengono miracolati vedono nelle statue le stesse persone apparse in sogno al momento dell'evento. La tradizione popolare narra diversi eventi miracolosi.
La diffusione della stampa permise la realizzazione delle prime "immagini sacre" dei santi medici, in modo che i fedeli avessero l'immagine dei due Maestri anche presso le loro abitazioni, incorniciate in grandi quadri, o incollati ai muri nelle stanze da letto, dove solitamente venivano allestiti altarini, e dove parenti e vicini di casa potevano riunirsi in preghiera in devozione dei Santi.
Spesso, inserite in campane di vetro, venivano adagiate le statue dei due Fratelli in dimensioni ridotte.
L'immagine sacra dei santi è, dunque, entrata nel costume tradizionale dei bitontini tanto che, ancora oggi, è facilissimo ritrovare tali immagini nelle botteghe dei sarti, dei calzolai, e persino nei negozi di alimentari.
Il sempre crescente numero di pellegrini, provenienti ormai da tutta Italia e anche dall'estero, a seguito dell'emigrazione bitontina nelle Americhe, rese necessaria la costruzione di un ambiente più capiente. Così nel 1963 fu costruito l'attuale santuario e nel 1975 papa Paolo VI la elevò a basilica pontificia. Nel 1993 l'attività di un gruppo di volontari ha portato alla nascita di una fondazione che ha dato vita a numerose iniziative: casa di accoglienza, centro ascolto, ambulatorio e un ospizio.

## Diffusione del culto

### La guarigione
Secondo un'antica tradizione popolare le due statue appartenevano ad un umile e onesto operaio ed erano costituite da due manichini di legno con testa, mani e piedi mobili, ed erano conservate in una modesta cassa di abete.
Ogni anno, in occasione della festa liturgica del 26 settembre, costui le montava , le rivestiva con i caratteristici abiti orientali e le esponeva alla venerazione dei devoti in una chiesa, tuttora esistente, dedicata a Santa Caterina d'Alessandria sita nel centro storico bitontino. A conclusione della festa le smontava per conservarle nella cassa di abete.
Una donna napoletana, che doveva subire l'amputazione di una gamba, la notte precedente all'operazione sognò due giovani che le dissero di chiamarsi Cosma e Damiano. Essi la medicarono e le dissero che erano di Bitonto.
Una volta risvegliatasi, la donna verificò la guarigione dell'arto e si recò a Bitonto, cercando l'indirizzo ricevuto in sogno, ossia la casa dell'operaio proprietario delle due statue.
Alla descrizione dell'accaduto l'operaio non seppe dare subito una risposta, ma per la viva insistenza della donna nel descrivere le fattezze dei due giovani, l'operaio aprì dinanzi a lei la cassa di abete contenente le due statue di legno.
Con immensa sorpresa la donna notò che le due statue riproducevano alla perfezione le sembianze dei suoi guaritori: si mise in ginocchio e con le lacrime agli occhi le baciò e le ribaciò per ore.
Come ringraziamento la donna avrebbe fatto restaurare i due manichini deteriorati dal tempo e anche confezionare degli abiti nuovi.
L'umile operaio avrebbe deciso così di donare le miracolose statue con la cassa alla chiesa di Santa Caterina d'Alessandria, che sarebbero state spostate, poi, presso la chiesa di San Giorgio Martire, sempre nel centro storico.

### L'incendio
La tradizione popolare racconta un altro evento miracoloso che contribuì ad incrementare il culto dei due santi in città.
La notte tra il 23 e il 24 ottobre 1893 scoppiò un incendio che distrusse parte della chiesa di San Giorgio Martire, insieme all'intera cappella dedicata ai Santi Medici, l'altare di legno e tutti gli arredi sacri.
In questo incendio le statue dei Santi anargiri sarebbero rimaste incolumi.

## Festa

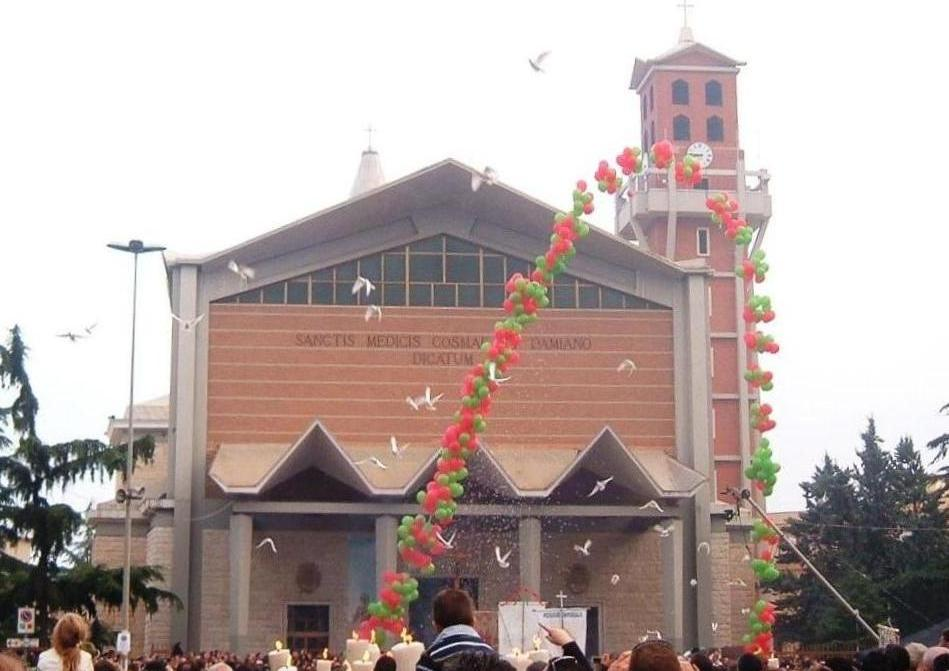
L'uscita dei Santi dalla Basilica Pontificia; davanti alla folla è possibile notare i ceri di grandi dimensioni portati da coloro che affermano di aver ricevuto delle grazie dai due santi

Ogni anno la città di Bitonto festeggia i santi medici due volte. La prima coincide con la solennità liturgica latina che si celebra il 15 ottobre. Quel giorno i fedeli partecipano alle celebrazioni liturgiche con inni, canti, preghiere e novene. La seconda, definita esterna, fu fissata nella terza domenica di ottobre dalla Curia vescovile di Bitonto nel 1733 ad opera del parroco don Giuseppe Carlo Minnuto. Questa data tra l'altro permetteva alle popolazioni rurali di portare a termine tutte le attività legate alla campagna vinicola.
La festa esterna è basata su due eventi essenziali, la così chiamata “Nottata” e la processione detta "Intorciata" che dura l'intera giornata. La processione ha inizio con l'uscita delle statue dal santuario: dopo aver passato il portale della chiesa con una certa lentezza, le Statue sono accolte con un lungo applauso e vengono liberate stormi di colombe e palloncini che volano sulla piazza antistante. La processione termina in serata con l'ostensione delle reliquie e la messa solenne nel santuario, celebrata dall'arcivescovo.
Tanti sono i fedeli che raggiungono Bitonto per l'evento che ormai ha travalicato i confini regionali: si stima infatti che tra pugliesi, lucani, molisani, e campani, siano in 100 000 a riversarsi in città.
Molti fedeli residenti nei centri vicini, per devozione raggiungono Bitonto a piedi. Moltissimi giungono ai piedi delle statue che vengono baciate.
Alcuni seguono la processione con lo sguardo rivolto alle statue dei due Santi e camminando all'indietro; tra questi ce ne sono alcuni che portano lungo l'intero percorso pesanti ceri, alti anche 2 m e del diametro di 50 cm, camminando scalzi.
Questi ultimi, che si posizionano davanti alle statue (dietro l'intera folla), accompagnano alcuni gruppi di partecipanti che cantano la devozione ai due santi. In particolare c'è un uomo che canta le strofe e altri gruppi di partecipanti, sparsi per l'intera folla, che lo accompagnano con un ritornello (la voce arriva tramite particolari megafoni posti a una certa distanza l'uno dall'altro). Senza mai fermarsi, neanche quando la voce gli viene a mancare questa persona canta per tutta la durata della processione. Durante la festa si tiene inoltre una fiera tradizionale. Cibi tipici di questa occasione sono focaccia e sedano (fecàzze e jàcce).